# Spiralpussel

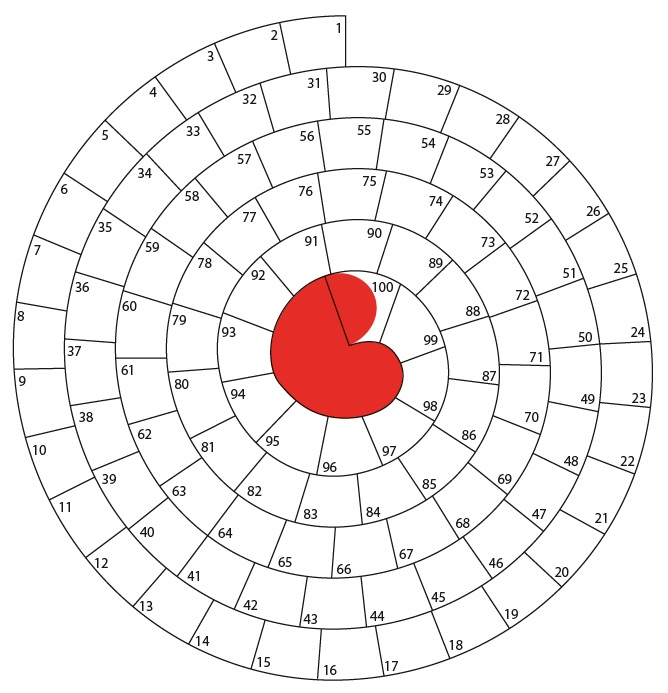
Spiralpussel i tidning Friesland Post

Ett spiralpussel är ett ordpussel i form av en spiral. Ett spiralpussel är i grunden en lång ordkedja i två riktningar. Moturs inåt och medurs utåt. Raderna rullas upp som en serpentin. Lösningarna till vänster matas in i rutorna från 1 till 100. Svaren till höger ger en annan uppsättning ord som måste anges från 100 till 1. Den slutliga lösningen kan bestå av ett antal lådor.

## Beskrivning
En beskrivning som 20-26 innebär att ordets första bokstav måste anges i ruta 20 och den sista bokstaven i ruta 26. Det begärda svaret i det exemplet har därför 7 bokstäver. Nästa ledtråd börjar sedan i ruta 27 och så vidare till centrum av spiralen. Så varje fyrkant i ett spiralpussel används två gånger: en gång in och en gång ut. Lösningen kan arbetas i två riktningar. Bristen på korsande ord gör spiralpussel svårare att lösa. För svårare typer av spiralpussel saknas numrering i spiralen.

## Spiralpussel i en riktning

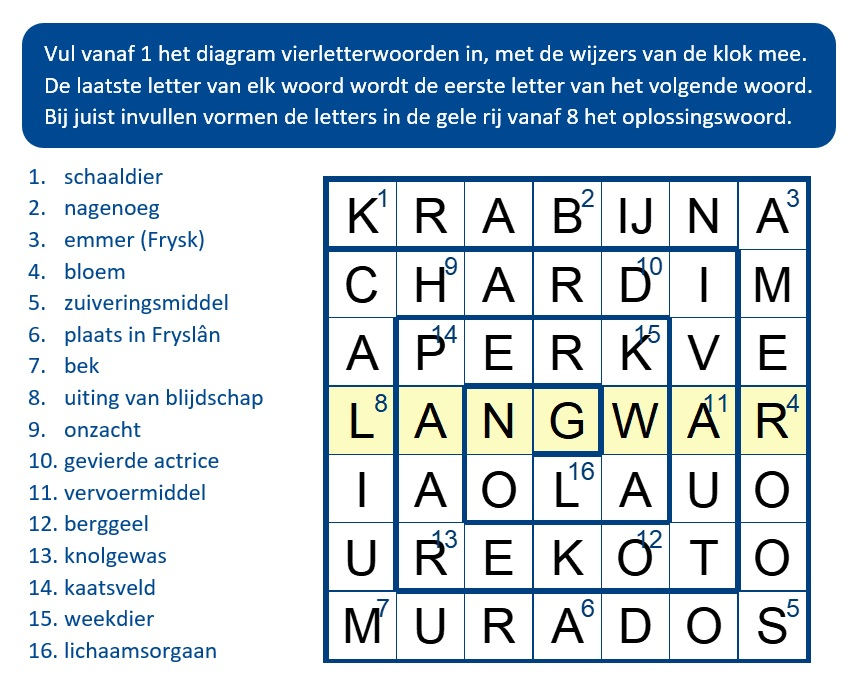
Spiralpussel i en riktning

Det finns också spiralpussel där ord bara måste matas in i en riktning.  Den sista bokstaven i ett ord är också den första bokstaven i nästa ord.  Utan överlappande bokstäver är detta pussel inte mer än ett frågesport med utseendet på ett pussel. För svårare typer av spiralpussel saknas numrering i spiralen.

## Varianter
- Det finns också pussel där en spiral har placerats med pusselbitar. [7]
- Tredimensionella spiralpussel kan vara uppgifter separat. De enskilda bitarna måste sedan återmonteras. Det rätta sättet att vrida och trycka på bilder är relaterat till 'spiral' i detta 3D-pussel.